# L’architecte textile
L’architecte textile ist ein französischer Avantgarde-Dokumentarfilm der deutschen Regisseurin Mika’ela Fisher aus dem Jahr 2017.

## Inhalt
Der Film gibt Einblick in die sartoriale Kunst (Art sartorial).
Die Schneidermeisterin filmt, während sie ein dreiteiliges Kostüm herstellt, die einzelnen Arbeitsabläufe von Anfang bis zum Schluss:
Entwurfsskizze, Modelschnitt, Zuschnitt, Anprobe, Abänderung, Fertigstellung.
Hunderte von Stunden, eine Geschichte, ein Film...und eine Allegorie.

## Hintergrund
Ursprüngliche Idee war, einen Schulfilm für Lernende aus der Modebranche zu realisieren, um die alte, traditionelle, sartoriale Schneiderkunst weiterleben zu lassen. Die erste provisorische Version des Films beträgt 10 Stunden. Letztendlich entstand nun auch ein Kinofilm von 100 Minuten, um ebenso „Nichtfachleuten“ die Möglichkeit zu geben, dieses exklusive, immer rarer werdende Metier kennenzulernen. Der Film ist durch die Art der Kameraführung, der Tongestaltung, und dem Filmschnitt, sehr avantgardistisch aufgebaut, und das Filmgenre schwierig einzugliedern. Eine Mischung aus Dokumentarfilm, Experimentalfilm, Spielfilm, Kulturfilm und Lehrfilm.
Eine längere Version von mindestens sechs Stunden ist momentan in Postproduktion, die 2022 in Museen und Galerien präsentiert wird.

## Art Sartorial
Art Sartorial ist vielleicht ein vergessener Begriff, entspricht aber der Kunst der traditionellen Herren-Damenkostümverarbeitung. Und der Film will das Wissen, die Praxis und die Technik dieser Kunst im Detail zeigen.

## Psychologie des Films
Der Film beginnt und endet mit Zitaten von Albert Camus aus Der Mythos des Sisyphos.
„Der Kampf gegen Gipfel vermag ein Menschenherz auszufüllen. Wir müssen uns Sisyphos als einen glücklichen Menschen vorstellen.“ (La lutte elle-même vers les sommets suffit à remplir un coeur d’homme. Il faut imaginer Sisyphe heureux).
„Schließlich ist nach dieser langen Anstrengung (gemessen an einem Raum, der keinen Himmel, und an einer Zeit, die keine Tiefe kennt) das Ziel erreicht.“ (Tout au bout de ce long effort mesuré par l’espace sans ciel et le temps sans profondeur, le but est atteint).
(„Le mythe de Sisyphe“, Albert Camus, Gallimard, 1942)

## Veröffentlichung
Nachdem der Film am 27. September 2017 während der Paris Fashion Week Kinopremiere in Frankreich feierte, hat er seine Deutschland Premiere am 19. Januar 2018 zur Berlin Fashion Week im Kino Babylon. Am 17. Februar 2018 wurde der Film im Rahmen der Berlinale gezeigt. L'architecte textile hatte seine Erstaufführung in den USA am 30. April 2018. In Warschau wurde der Film am 13. Juli 2018 beim On Art Film Festival gezeigt, und mit dem On Art Award ausgezeichnet. L'architecte textile ist im offiziellen Programm der Kunstmesse, Biennale Internazionale Dell’Arte Contemporanea 2019 in Florenz.

## Medien
" Ein Avantgarde-Dokumentarfilm, der genau zur Fashion Week das Licht erblickte; während Presse-Attachés ihre verrückten Modedesigner in sozialen Netzwerken hochjubeln und die hippsten Menschen der Welt zum Fuß des Catwalks rasen. L'architecte textile ist ein perfekter Kontrapunkt; die präzise Arbeit eines Uhrmachers im Kosmos des Textilarchitekten, der mit seinen geschickten Händen das Kleidungsstück strukturiert und baut, den Körper durch Zeichnen klarer Linien sublimiert, und für die Schönheit der Geste, durchschlängelt die Spitze der Nadel die Falten, die bei der geringsten Bewegung wegfliegen ...
Ein Meisterwerk der präzisen Feinmechanik ...  Ein Absolut für jene, die die Kunst der Grande Couture lieben." (veröffentlicht von Famous Rallye, Originalsprache Französisch)
("A Famous Rallye, nous aimons les grands et les bons films, les films d'auteurs et les OCNI. En voici un qui tombe à pic en pleine Fashion Week, alors que se démènent les attachées de presse pour faire mousser leur couturier déjanté sur les réseaux sociaux et que se précipitent au pied du catwalk les blogueuses mode et les people les plus branchés de la planète ...
Voici en parfait contrepoint le travail précis d'horloger dans l'espace de l'architecte textile, qui de ses mains habiles, structure et bâtit le vêtement qui va sublimer le corps en dessinant des lignes épurées, et, pour la beauté du geste, faufile de la pointe de l'aiguille des plissés s'envolant au moindre mouvement... Un petit chef-d'œuvre de micro mécanique de précision. À voir absolument si on aime vraiment l'Art de la Grande Couture...")
Der Film bekam vor allem von Fachzeitschriften positive Kritiken.
- Die Fachzeitschrift für internationale Damenmode und Schnitt-Technik Rundschau-Verlag 90. Jahrgang ISSN 0948-7980
- Die Fachzeitschrift für internationale Herrenmode und Schnitt-Technik Rundschau-Verlag 136. Jahrgang ISSN 0948-8448
- De la mode au cinéma Mediapart
- Encyclopédie cinéma Les Fiches du cinéma

## Teilnahme an Festivals
- Newport Beach Film Festival 2018[11][12][13]
- On Art Film Festival 2018 (Polen)[14]
- Sonoma International Film Festival 2019[15][16]
- Arte Non Stop Film Festival 2020[17]

## Teilnahme an Kunstmesse
- Biennale Internazionale Dell’Arte Contemporanea 2019
- Galerie ART9TEEN ART SARTORIAL Wien 2022[18].

## Auszeichnungen
- On Art Award (First place - Long independent) beim On Art Film Festival 2018[19]
- Best Opera Prima Film 2020[20]
- Festival Prize Best Opera Prima Director 2020